# Voile aux Jeux olympiques d'été de 1996
Navigation
Barcelone 1992 Sydney 2000
Les compétitions de voile aux Jeux olympiques d'été de 1996 se déroulent du 22 juillet au 2 août 1996.

## Voiliers olympiques
Le Laser est le nouveau dériveur en solitaire dans les catégories mixte et femmes. La planche à voile Lechner A-390 est remplacée par la Mistral One Design. Le Flying Dutchman disparait.

Europe - Mistral One Design - Laser - Finn - 470 - Star - Soling - Tornado

## Mixte

### Star
| Place | Pays      | Athlètes                      | Points |
| ----- | --------- | ----------------------------- | ------ |
| 1     | Brésil    | Torben Grael Marcelo Ferreira | 25     |
| 2     | Suède     | Hans Wallén Bobby Lohse       | 29     |
| 3     | Australie | Colin Beashel David Giles     | 32     |

### Laser
| Place | Pays        | Athlète        | Points |
| ----- | ----------- | -------------- | ------ |
| 1     | Brésil      | Robert Scheidt | 26     |
| 2     | Royaume-Uni | Ben Ainslie    | 37     |
| 3     | Norvège     | Peer Moberg    | 46     |

### Tornado
| Place | Pays      | Athlètes                                   | Points |
| ----- | --------- | ------------------------------------------ | ------ |
| 1     | Espagne   | José Luis Ballester Fernando León Boissier | 30     |
| 2     | Australie | Mitch Booth Andrew Landenberger            | 42     |
| 3     | Brésil    | Lars Grael Henrique Pellicano              | 43     |

## Hommes

### Soling
| Place | Pays       | Athlètes                                    | Points |
| ----- | ---------- | ------------------------------------------- | ------ |
| 1     | Allemagne  | Bernd Jäkel Jochen Schümann Thomas Flach    | k.A.   |
| 2     | Russie     | Georgy Shayduko Igor Skalin Dmitry Shabanov | k.A.   |
| 3     | États-Unis | Jim Barton Jeff Madrigali Kent Massey       | k.A.   |

### Finn
| Place | Pays     | Athlète               | Points |
| ----- | -------- | --------------------- | ------ |
| 1     | Pologne  | Mateusz Kusznierewicz | 32     |
| 2     | Belgique | Sébastien Godefroid   | 45     |
| 3     | Pays-Bas | Roy Heiner            | 50     |

### 470
| Place | Pays        | Athlètes                          | Points |
| ----- | ----------- | --------------------------------- | ------ |
| 1     | Ukraine     | Yevhen Braslavets Ihor Matviyenko | 40     |
| 2     | Royaume-Uni | John Merricks Ian Walker          | 61     |
| 3     | Portugal    | Hugo Rocha Nuno Barreto           | 62     |

### Planche à Voile Mistral
| Place | Pays      | Athlète               | Points |
| ----- | --------- | --------------------- | ------ |
| 1     | Grèce     | Nikolaos Kaklamanakis | 17     |
| 2     | Argentine | Carlos Espínola       | 19     |
| 3     | Israël    | Gal Fridman           | 21     |

## Dames

### Europe
| Place | Pays       | Athlète              | Points |
| ----- | ---------- | -------------------- | ------ |
| 1     | Danemark   | Kristine Roug        | 24     |
| 2     | Pays-Bas   | Margriet Matthijsse  | 30     |
| 3     | États-Unis | Courtenay Becker-Dey | 39     |

### 470
| Place | Pays    | Athlètes                           | Points |
| ----- | ------- | ---------------------------------- | ------ |
| 1     | Espagne | Begona Via Dufresne Theresa Zabell | 25     |
| 2     | Japon   | Yumiko Shige Alicia Kinoshita      | 36     |
| 3     | Ukraine | Ruslana Taran Olena Pakholchyk     | 38     |

### Planche à Voile Mistral
| Place | Pays             | Athlète            | Points |
| ----- | ---------------- | ------------------ | ------ |
| 1     | Hong Kong        | Lee Lai Shan       | 16     |
| 2     | Nouvelle-Zélande | Barbara Kendall    | 24     |
| 3     | Italie           | Alessandra Sensini | 28     |